# Ват Чет Йот
Ват Чет Йот (тайск. วัดเจ็ดยอด, Храм семи шпилей) — буддистский храмовый комплекс (ват) в северо-западной части города Чиангмай, Северный Таиланд. 
Согласно исторической хронике Jinakalamali, монастырь был заложен королём Ланнатая Тилокаратом, посадившим в 1455 году на этом месте священный фикус. Король направил несколько буддистских монахов в Паган для изучения храма Махабодхи, являющегося, в свою очередь, копией знаменитого индийского храма в Бодх-Гая, в месте, где Гаутама Сиддхартха достиг просветления и стал Буддой. Предполагается, что Ват Чет Йот был построен к церемонии празднования 2000-летия буддизма в 1476 году, а на следующий год именно здесь был созван Восьмой всемирный буддистский совет, посвящённый обновлению Палийского канона.
Главный храм монастыря действительно несёт влияние индийской школы и напоминает своими формами храм Махабодхи. Прямоугольный кирпичный объём без окон перекрыт плоской крышей, увенчанной семью шпилями, символизирующими семь недель медитации Будды перед его просветлением. Центральный наибольший шпиль квадратной пирамидальной формы окружён четырьмя такими же пирамидками меньшего размера; ещё два шпиля в форме чеди завершают пристройки. Священный фикус рос раньше прямо на крыше храма, однако в 1910 году его убрали, поскольку он стал разрушать постройку своими корнями.
Фасады главного храма украшены 70 рельефными изображениями дэвов различной степени сохранности. Предполагается, что лица этих божественных существ имеют портретное сходство с родственниками короля Тилокарата. Войдя в храм, паломник попадает в коридор под сводчатым потолком, ведущий к статуе сидящего Будды. Слева и справа от неё по узким лестницам можно подняться на крышу. В эту часть храма вход разрешён только мужчинам.
На обширной территории вата, окружённой каменной стеной и заросшей деревьями, вдоль усаженной священными фикусами аллеи стоят ещё несколько чеди. Они имеют традиционную для Ланнатая форму колокола с нишами на четыре стороны, в которых установлены статуи Будды. В самый большой из них — усыпальница короля Тилокарата. В северо-восточной части располагается небольшой убосот с резным деревянным фронтоном, в южной — пруд с золотыми рыбками и статуя Будды под защитой наги Мучалинды. Вдоль западной стены комплекса стоят ещё несколько Будд меньшего размера, показывающих жестами различные мудры.